# CCX
A CCX (CCX Carvão da Colômbia) é uma empresa de mineração do grupo EBX, criada para cuidar dos ativos de mineração de carvão do grupo localizados na Colômbia. A companhia entrou em fase de liquidação em 2019.

## Histórico
A CCX foi criada a partir da cisão dos ativos de mineração de carvão localizados na Colômbia da MPX, empresa de energia do grupo EBX, em 20 de abril de 2012.
A CCX ingressou no Novo Mercado da Bolsa de Valores de São Paulo no dia 25 de maio de 2012.
Entre 2008 e 2013, a companhia investiu R$ 915 milhões no projeto de mineração de carvão.
Os principais ativos da CCX eram os projetos greenfield de mineração a céu aberto de Cañaverales e Papayal e o projeto de mineração subterrânea de San Juan, além de um projeto de infraestrutura logística, com a integração de uma ferrovia e um porto.
Com a crise do grupo EBX, em 26 de março de 2014, foi celebrada a venda dos ativos principais da CCX para empresa turca Yildirim por US$ 125 milhões.
As operações da CCX foram então descontinuadas e iniciado o processo de dissolução e liquidação da companhia em 11 de dezembro de 2019, bem como o encerramento das subsidiárias estrangeiras, como a CCX Colombia.